# Жак Бресс
Жак Антуан Шарль Бресс (фр. Jacques Antoine Charles Bresse; 9 жовтня 1822, В'єнн, Ізер, Франція — 22 травня 1883, Париж) — французький інженер і математик, відомий науковими дослідженнями в галузі будівельної механіки, теорії механізмів та кінематичної геометрії. Його ім'я входить до списку 72 імен на Ейфелевій вежі.

## Біографічні дані
Закінчив Політехнічну школу в Парижі у 1843 році та здобув інженерну освіту в галузі машинобудування в Національній школі мостів та доріг у 1945 році.
З 1848 — інженер, з 1870 — головний інженер, з 1881—генерал-інспектор мостів та доріг.
Повернувся в Національну школу мостів та доріг у 1848 році у ролі репетитора курсів прикладної механіки. Першу наукову публікацію зробив у журналі «Annales des ponts et chaussées» під назвою «Études théoriques sur la résistance des arcs employés dans les ponts en fonte ou en bois» («Теоретичні дослідження опору арок, що використовуються в чавунних та дерев'яних мостах»). У 1853 році здобув звання професора прикладної механіки, змінив на посту Жана-Батіста Шарля Беланже, після чого до кінця свого життя (1883) викладав у Школі мостів та доріг.

## Внесок у науку
У будівельній механіці та теорії пружності розвивав ідеї Л. Ейлера та К. Л. Нав'є. Уперше побудував (1848) епюри згинальних моментів для арки, розв'язав у загальному вигляді задачу про позацентровий розтяг або стискання, увів (1854) поняття ядра перерізу, дав (1859) першу побудову епюри для нерозрізної балки, вперше провів розрахунок (1854) безшарнірної балки. Перетворив (1854) диференціальні рівняння зігнутої осі бруса (прямого чи кривого), привівши їх до інтегральної форми, близької до формули Мора, що встановлює зв'язок з графоаналітичним методом, який був розроблений значно пізніше.
У 1859 році вийшли друком та не раз перевидавались перші два томи курсу прикладної механіки Ж. Бресса, у яких зроблено виклад опору матеріалів та гідравліки, а у 1865 році вийшов третій том, що містив виклад основ розрахунку статично невизначуваних балок.

## Головні праці
- Bresse Recherches analytiques sur la flexion et la résistance des pièces courbes — Paris: Carilian-Goeury et VrDalmont, libraires, 1854. — 314 p.
- Bresse Cours de mécanique appliquée: professé à l'École impériale des ponts et chaussées. Résistance des matériaux et stabilité des constructions. — Paris: Gauthier-Villars, 1866. — 536 p.
- Bresse Cours de mécanique appliquée: professé à l'École impériale des ponts et chaussées. Hydraulique. — Paris: Gauthier-Villars, 1968. — 568 p.
- Bresse, Jacques Antoine Charles Water-wheels; Or, Hydraulic Motors/ — New York: John Wiley & Sons, 1869.
- Bresse Cours de mecanique et machines professe a l'Ecole polytechnique. Vol. 2: Dynamique des systemes materiels en general; Mecanique speciale des fluides; Etude des mashines a l'etat de mouvement — Paris: Gauthier-Villars, 1885. — 548 p.

## Нагороди і звання
- 1874 — Премія Понселе.
- 1880 — Член Французької академії наук
- 1880 — Орден Почесного легіону.